# Augustin Bizimungu
Augustin Bizimungu (Byumba, 28 agosto 1952) è un criminale di guerra e generale ruandese delle Forze Armate Ruandesi (FAR).
Nel 1994 è stato per breve tempo al comando dell'esercito. Durante tale periodo, addestrò i soldati e i miliziani che compirono il Genocidio del Ruanda.

## Biografia
Bizimungu nacque nella Prefettura di Byumba, Comune di Mukaranje, Settore di Mugina, Cellula di Nyange, in Ruanda.
Di etnia Hutu, il 6 aprile 1994 Bizimungu occupava il ruolo di tenente colonnello nel FAR. Quello stesso giorno, in seguito alla morte del capo di Stato maggiore Déogratias Nsabimana in un incidente aereo assieme al Presidente Juvénal Habyarimana, fu promosso a Maggior generale e nominato capo permanente dell'esercito.
In seguito alla fuga dal Paese in seguito alla vittoria del Fronte Patriottico Ruandese (RPF) disse:
Il 12 aprile 2002, il Tribunale penale internazionale per il Ruanda (ICTR) ordinò un mandato d'arresto per Bizimungu, che, a quanto pareva, stava collaborando con il movimento ribelle angolano UNITA. In agosto 2002, fu arrestato dal governo angolano e condotto al Tribunale delle Nazioni Unite per i crimini di guerra in Tanzania.
Il processo fu rimandato fino a settembre 2008, Bizimungu fu processato assieme ai colleghi ufficiali del FAR Augustin Ndindiliyimana (Capo dello Staff della Gendarmeria Nazionale), François-Xavier Nzuwonemeye (Comandante del Battaglione di Ricognizione dell'esercito ruandese) e Innocent Sagahutu (Secondo in comando del Battaglione di Ricognizione dell'esercito ruandese). Il 17 maggio 2011 Bizimungu è stato condannato a 30 anni di prigione per il suo ruolo nel genocidio.
Bizimungu è interpretato da Fana Mokoena nel film del 2004 Hotel Rwanda.